# Elani plumbi
L'elani plumbi (Ictinia plumbea) és un ocell rapinyaire de la família dels accipítrids (Accipitridae). Habita vegetació de ribera, boscos clars i manglars de l'àrea Neotropical, des de Mèxic oriental, per Amèrica Central, i des de Colòmbia, Veneçuela, Trinitat i Guaiana cap al sud, per l'oest dels Andes fins a l'oest de l'Equador, i per l'est dels Andes fins al sud del Brasil i el nord de l'Argentina. El seu estat de conservació es considera de risc mínim.